# 広島農業短期大学
広島農業短期大学（ひろしまのうぎょうたんきだいがく、英語: Hiroshima Agricultural College）は、広島県東広島市西条町大字御薗宇8511-1に本部を置いていた日本の公立大学である。1954年に設置され、1990年に廃止された。大学の略称は広農短。

## 概要

### 大学全体
- 広島県東広島市に所在した日本の公立短期大学で、設置主体は広島県
- 学科数1、入学定員80名体制で、1954年に開学[2]。のちに学科の増設により、2学科体制となる。
- 1988年度の入学生を最後に[注釈 1]、1990年に短期大学としての使命を終える[4]。

### 教育および研究
- 広島農業短期大学は農業後継者・農業技術指導者・農村社会のリーダー養成に力をいれていた[5]

### 学風および特色
- 広島農業短期大学は、広島県における農業振興をねらいに設置された[5]
- 山陽地方唯一の農業系短大となっていた。

## 沿革
- 1954年
  - 3月20日 左記を以て文部省[注 2]より短期大学の設置が認可される[6]。
  - 4月1日  広島農業短期大学が以下の学科体制にて開学する。
    - 農業科 入学定員80名

  - 5月1日 学生数[7]/定員
    - 農業科 男76/80
- 1956年
  - 4月1日 教職課程を設置する[5]。
- 1967年
  - 4月1日 学科を以下の通り増設する[8]。
    - 畜産科 入学定員60名[9]

  - 5月1日 学生数[10]/定員
    - 農業科 159[注 3]/160
    - 畜産科 60[注 4]/60
- 1968年
  - 4月1日 キャンパスを移転[5]。
- 1969年
  - 4月1日 学科名を以下の通り変更[11]。
    - 農業科→農学科
    - 畜産科→畜産学科
- 1988年
  - 4月1日 この年度で学生募集が最後となる[注釈 1]。
  - 5月1日 学生数[12]/定員
    - 農学科 161[注 5]/160
    - 畜産学科 114[注 6]/120
- 1989年
  - 5月1日 学生数[13]/定員
    - 農学科 84[注 7]
    - 畜産学科 61[注 8]
- 1990年
  - 3月31日 廃止される[4]。

## 基礎データ

### 所在地
- 広島県東広島市西条町大字御薗宇8511-1

## 教育および研究

### 組織

#### 学科[注 9]
- 農学科 入学定員80名
- 畜産学科 入学定員60名

#### 専攻科
- なし

#### 別科
- なし

#### 取得資格について
- 教職課程として中学校教諭二級免許状（職業）が設置されていた[注 10]。

#### 附属機関
- 附属農場[5]。
- 附属図書館：館内に広島県農林業資料センターが設置された[5]。

#### 研究
- 『広島農業短期大学研究報告 8(3)』[18]ほか。

## 施設

### キャンパス
- 設備：広島農業短期大学は、1968年のキャンパス移転時に体育館・大学会館・畜産研究所などが新築された。農業短期大学の廃止後、キャンパス跡地には広島中央サイエンスパークが整備された[19]。

### 寮
- 学生寮あり[5]

## 対外関係

### 系列校
- 広島女子短期大学

## 卒業後の進路について

### 就職について
- 広島県内の農業関係諸機関への就職者が多いものとなっていた。

## 関連書物
- 『広島農業短期大学の歩みと回想』[20]